# Hubrechtella malabarensis
Hubrechtella malabarensis är en djurart som tillhör fylumet slemmaskar, och som beskrevs av Gibson 1979. Hubrechtella malabarensis ingår i släktet Hubrechtella och familjen Hubrechtidae. Inga underarter finns listade i Catalogue of Life.